# Pierre Augustin Boissier de Sauvages
Pour les articles homonymes, voir Boissier et Sauvages.
Pierre-Augustin Boissier de Sauvages de La Croix, né le 28 août 1710 à Alès où il est mort le 19 décembre 1795, est un naturaliste et lexicographe français.

## Biographie
Fils de François Boissier, seigneur de Sauvages, et de Gilette Blachier, Boissier est l’avant-dernier d’une nombreuse fratrie, dont le célèbre médecin, François Boissier de Sauvages.

## Le religieux
Destiné à l’état ecclésiastique, Boissier se rend à Paris pour étudier la théologie en Sorbonne. Chanoine à la collégiale de Sumène en 1730, ce qui ne l’engageait nullement du point de vue ecclésiastique, il reçut la tonsure mais en demeura là. Il retourna à Alès en 1745 pour se consacrer à des études de sciences naturelles et de lexicographie. Il ne fut ordonné prêtre qu’en 1771, à l’âge de 61 ans, sur les instances de son évêque. En 1792, il signa, probablement sous l’influence de son neveu révolutionnaire Nicolas, le serment de la constitution civile du clergé.

## Le naturaliste

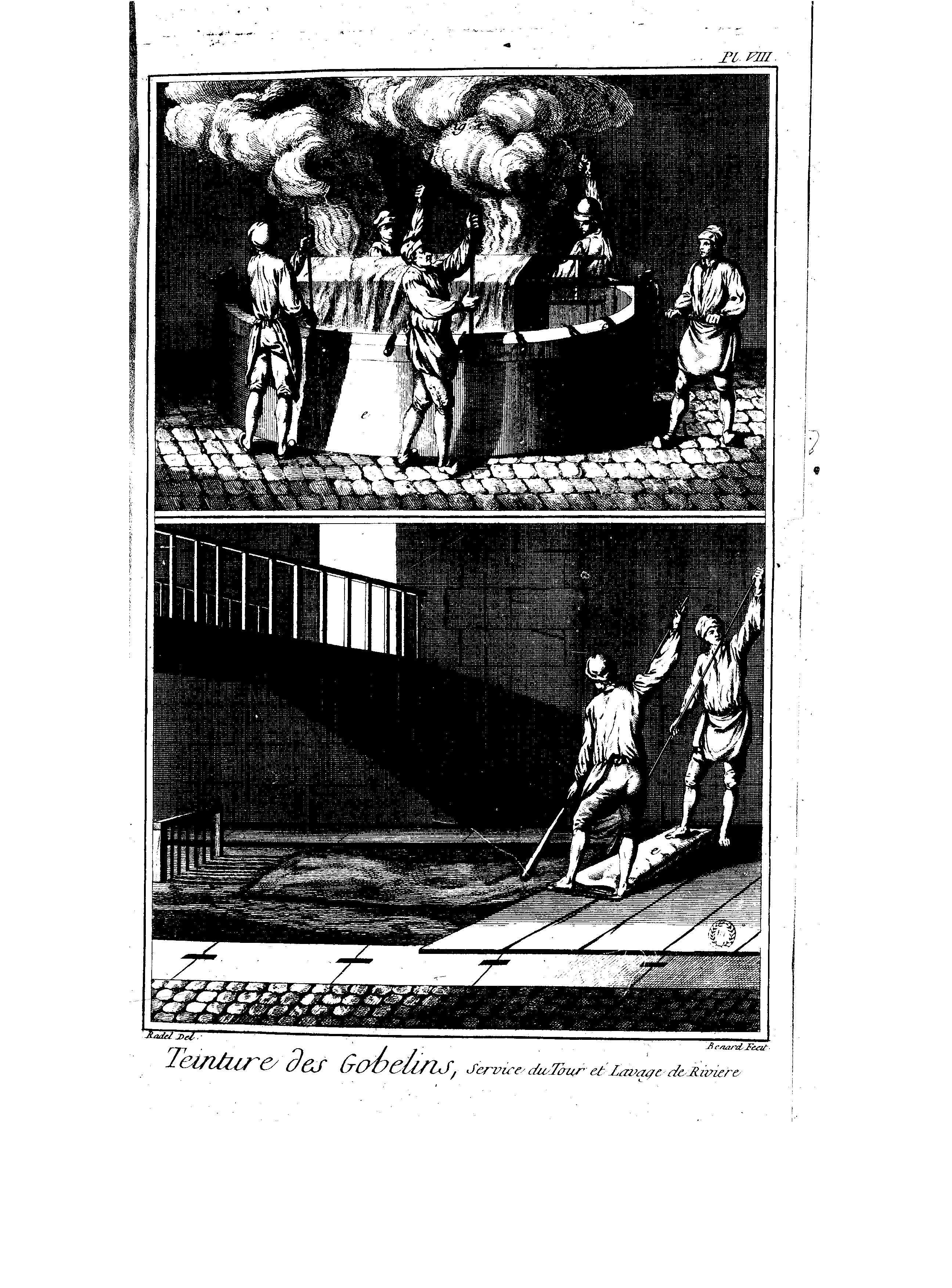
Planche Teinture des Gobelins, vol. 9, p. 12

Boissier étudia après que Pierre Baux (1708-1790) l’y eut initié, les sciences naturelles. Admis, sur l’intervention de son frère, au sein de la Société royale des sciences de Montpellier, en 1751, il fut l’auteur de nombreux mémoires sur des sujets variés : fabrication du vitriol à Saint-Julien-les-Rosiers, sciences naturelles, etc. Plus tard, il fut admis à l’Institut de Bologne et à l’Académie des géorgophiles de Florence.
Il a apporté l'article Toiles peintes à l’Encyclopédie ou Dictionnaire raisonné des sciences, des arts et des métiers. Il effectue deux voyages en Italie pour étudier la sériciculture. Afin d’aider les éleveurs de vers à soie à évoluer vers des exploitations plus rationnelles, il réalise des expérimentations et procède à de minutieuses observations. Ayant multiplié les visites auprès des éleveurs et les expériences personnelles, il expose les diverses maladies et les meilleurs procédés d’amélioration des élevages dans deux ouvrages : mémoire sur les muscardins et mémoire sur l’éducation des vers à soie. Ces deux mémoires sont refondus dans un livre intitulé L’Art d’élever les vers à soie. Ces ouvrages, fruits de dix ans de travaux, contribuèrent au progrès de la sériciculture en Languedoc et Provence au XVIIIe siècle.
Selon la Biographie universelle ancienne et moderne, c'est lui qui découvrit que le miellat est une déjection des pucerons.

## Le lexicographe
Aimant à se servir de l’idiome languedocien, l’abbé de Sauvages se piquait même d’une sorte de purisme en ce genre. Afin de préserver le languedocien de l’invasion des gallicismes et de tout mélange, il composa son Dictionnaire languedocien (1re édition Nîmes, Michel Gaude, 1756, in-8° ; 2 édition augmentée et suivie d'un Recueil de proverbes et dictons, 1785, Nîmes, Gaude, père, fils et Cie, 2 vol. in-8° et Alès, réédition 1820, 2 vol. in-8°) qui fut l’œuvre de sa vie. Il commença à y travailler dès 1745. Une première édition parut en 1756 en un volume, une deuxième en 1785 en deux volumes et enfin une posthume en 1820 dirigée et enrichie d’un grand nombre d’articles par le petit-neveu de l’auteur, le baron d'Hombres-Firmas.
Pierre Larousse en parlait ainsi : « L’ouvrage est suivi d’un recueil de proverbes, de maximes et de dictons et il est enrichi, et c’est ce qui en fait le mérite, de notes critiques, historiques, grammaticales et d’observations d’histoire naturelle. Cet ouvrage témoigne de longues et laborieuses recherches, l’abbé de Sauvages n’a réellement rien négligé pour étudier à fond le patois de son pays ; il poussait la précaution jusqu’à toujours choisir ses servantes dans les villages des Cévennes où la tradition des vieux langages s’était le mieux conservée ; aussi aurait-on pu appliquer à l’auteur ce vers connu : Molière avec succès consultait sa servante. »

## Ouvrages
- Abbé de S***. Dictionnaire languedocien-françois ou choix des mots languedociens les plus difficiles à rendre en François. Contenant un recueil des principales fautes que commettent dans la diction, & dans la Prononciation Françoise, les Habitants des Provinces Méridionales du Royaume, connus à Paris sous le nom de Gascons. Avec un petit Traite de Prononciation & de Prosodie Languedocienne. Ouvrage enrichi dans quelques-uns de ses articles de notes historiques et grammaticales, et d'observations de physique et d'histoire naturelle. vol. 1 A-D., réédition de la première édition de 1756, IEO París, 2016 (en ligne)
- Abbé de S***. Dictionnaire languedocien-françois ou choix des mots languedociens les plus difficiles à rendre en François. Contenant un recueil des principales fautes que commettent dans la diction, & dans la Prononciation Françoise, les Habitants des Provinces Méridionales du Royaume, connus à Paris sous le nom de Gascons. Avec un petit Traite de Prononciation & de Prosodie Languedocienne. Ouvrage enrichi dans quelques-uns de ses articles de notes historiques et grammaticales, et d'observations de physique et d'histoire naturelle. vol. 2 E-Z., réédition de la première édition de 1756, IEO París, 2016 (en ligne)
- Dictionnaire languedocien-françois, contenant un recueil des principales fautes que commettent, dans la diction & dans la prononciation françoiſes, les habitants des provinces méridionales, connues autrefois ſous la dénomination générale de la Langue-d’Oc, Nîmes, Gaude, père, fils et Cie, 1785, Lire en ligne. "Ouvrage où l’on donne avec l’explication de bien des termes de la langue romance, ou de l’ancien languedocien, celle de beaucoup de noms propres, autrefois noms communs de l’ancien langage ; & qui eſt enrichi dans pluſieurs de ſes articles, de remarques critiques, hiſtoriques, grammaticales, & d’obſervations de phyſique & d’histoire naturelle. Nouvelle édition, corrigée d’un grand nombre de fautes, augmentée d"environ dix mille articles, & en particulier d’une nombreuſe collection de proverbes languedociens & provençaux. Publié anonymement : “par Mr L. D. S.”, réédition de la seconde édition de 1785 Genève, Slatkine, 1971.
- Pierre Trinquier, Proverbes et dictons de la langue d'oc, Presses du Languedoc, Max Chaleil éditeur, 1993 (édition du Recueil de proverbes et dictons (1785) publié en complément du Dictionnaire languedocien-français avec traduction, commentaire, lexique et index).
- Mémoires sur l’éducation des vers à soie… Divisé en trois parties, avec un traité sur la culture des Mûriers, & sur l’origine du Miel, Nîmes, Gaude, 1763.
- Observations sur l’origine du miel, Nîmes, Gaude, 1763.
- L’Art d’élever les Vers à Soie. Précedemment donné sous le titre de Mémoires sur l’éducation des Vers à Soie. Nouvelle édition mise dans un meilleur ordre et augmentées d’observations, faites en Italie. Suivi de La Culture des Muriers et d’Observations sur l’origine du Miel, Nîmes, Gaude, 1788.

### Sources
- « de Sauvages (Pierre, Auguste) », dans Ivan Gaussen (préf. André Chamson), Poètes et prosateurs du Gard en langue d'oc : depuis les troubadours jusqu'à nos jours, Paris, Les Belles Lettres, coll. « Amis de la langue d'oc », 1962 (BNF 33021783), p. 99.
- « À travers la Révolution : l'abbé Boissier de Sauvages », dans Jean Thomas, Pierres précieuses de l'Église de Nîmes : de la Révolution à la séparation de l'Église et de l'État (1789-1905), t. 2, Nîmes, Lacour, 1987 (ISBN 2-86971-014-3), p. 139-150.
- Louis-Gabriel Michaud, Biographie universelle ancienne et moderne, t. 38, Lire en ligne, p. 87.